# فرانچسکا برتینی
فرانچسکا برتینی (ایتالیایی: Francesca Bertini؛ ۵ ژانویهٔ ۱۸۹۲ – ۱۳ اکتبر ۱۹۸۵) یک هنرپیشه اهل ایتالیا بود. او یکی از موفق‌ترین هنرپیشه فیلمهای صامت در ربع اول قرن بیستم بود.
از فیلم‌ها یا برنامه‌های تلویزیونی که وی در آن نقش داشته‌است می‌توان به ۱۹۰۰ و ابوالهول اشاره کرد.

## زندگی
او در فلورانس به دنیا آمد و دختر یکی از کمدین های تئاتر آن زمان بود. زمانی که خانواده اش در ناپل مستقر شدند، فرانچسکا، کار اجرای روی صحنه را آغاز کرد. 